# Frederick Holmes
Frederick William "Fred" Holmes (Cosford, Shropshire, 9 d'agost de 1886 – Smithfield, Londres, 9 de novembre de 1944) va ser un esportista anglès que va competir a començaments del segle xx. Especialista en el joc d'estirar la corda, guanyà la medalla d'or als Jocs Olímpics de 1920 a Anvers.